# ライチュール

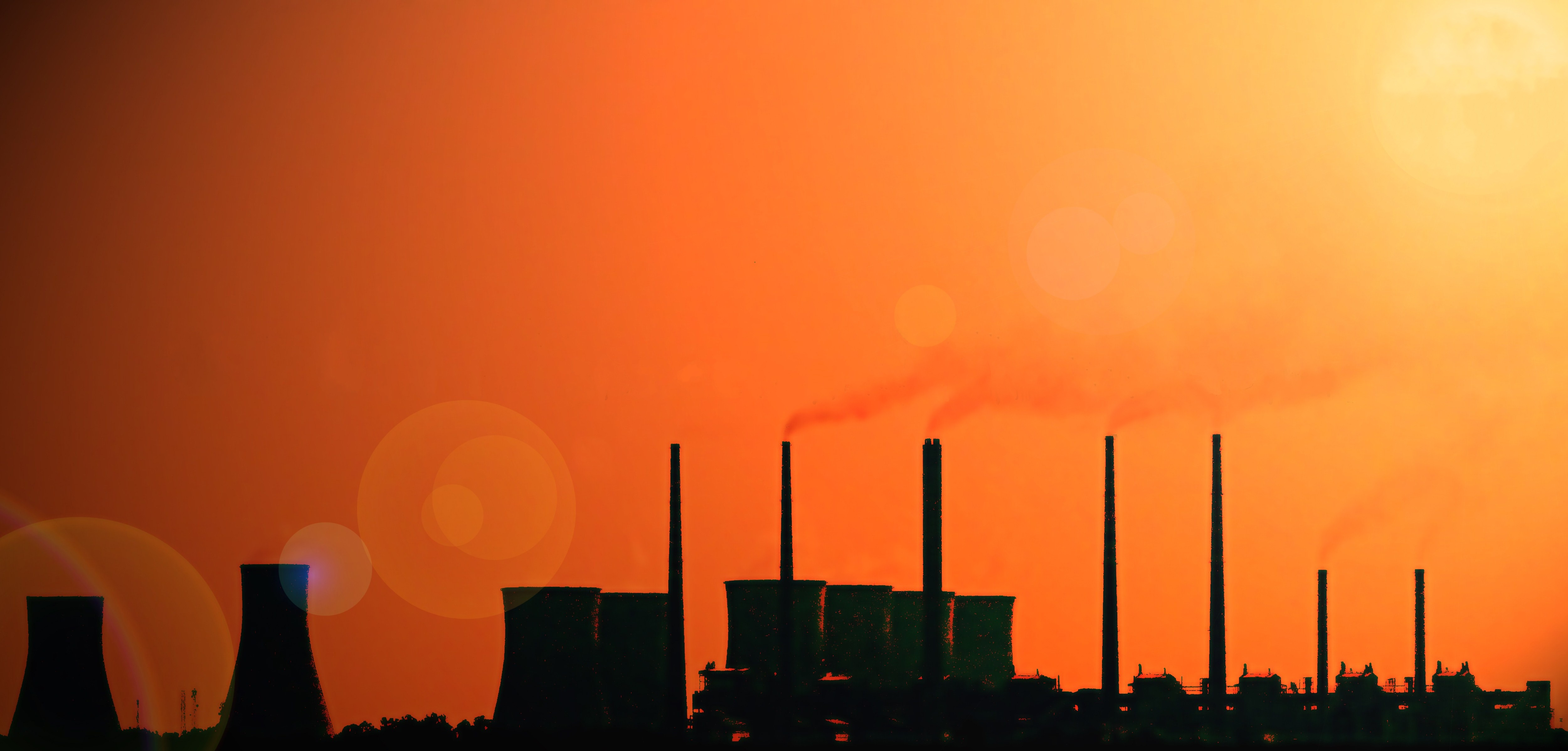
ライチュールの火力発電所

ライチュール（カンナダ語：ರಾಯಚೂರು, 英語：Raichur）は、南インドのカルナータカ州、ライチュール県の都市。ラーヤチュール（Rayachur）とも呼ばれる。

## 歴史

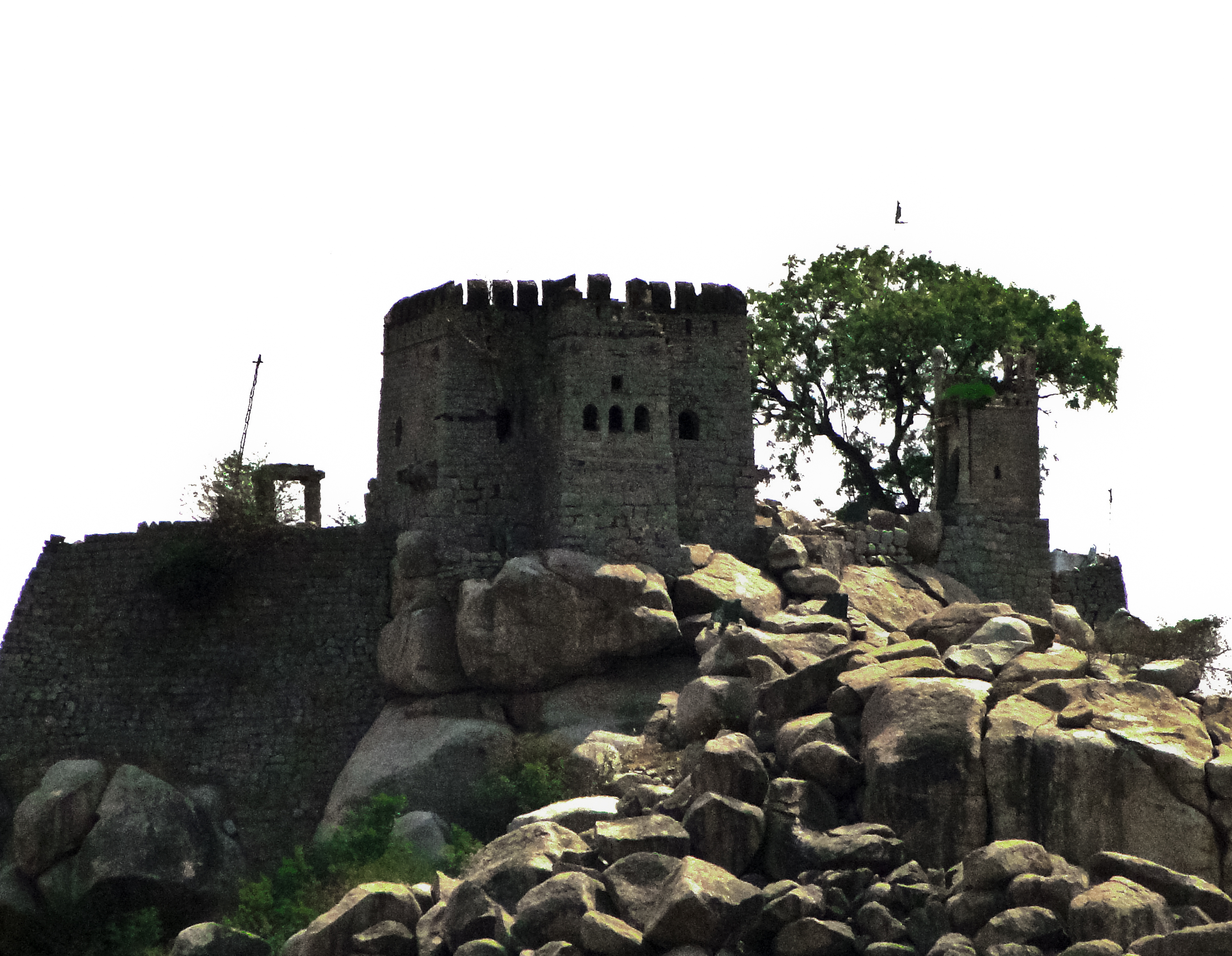
ライチュール城

ライチュールは古来より土地が肥沃で重要なライチュール地方（ライチュール・ドアーブ）と呼ばれた地域にあり、この地域の中心都市であった。
そのため、この地の領有をめぐり多くの王朝が争い、14世紀からヴィジャヤナガル王国とバフマニー朝が長くその領有を争い、その後はビジャープル王国がこの争いを引き継いだ。
1520年には、ライチュールとライチュール地方をめぐり、ヴィジャヤナガル王国とビジャープル王国の一大決戦が行われた（ライチュールの戦い）。